# Artportalen

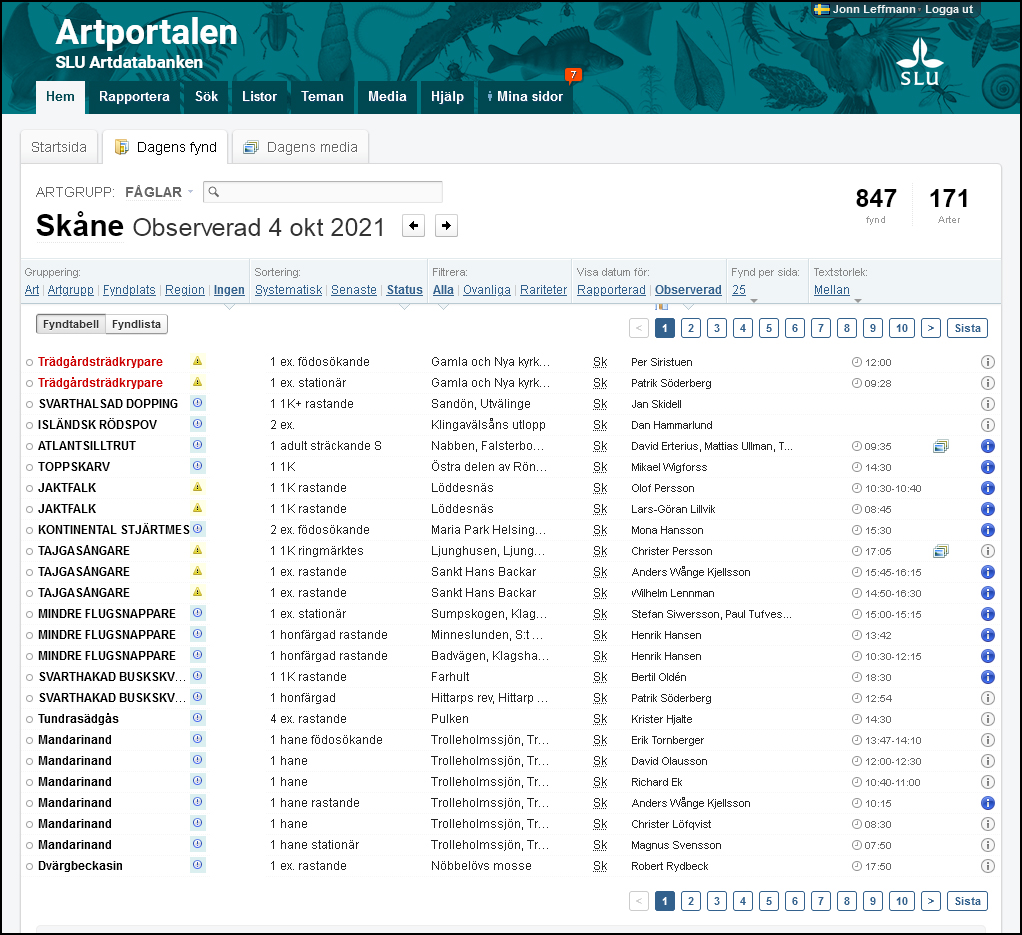
Rapporter till Artportalen 4 okt 2021 i Skåne

Artportalen är ett svenskt elektroniskt, internetbaserat rapportsystem för observationer och information kring svensk flora och fauna som utvecklats och förvaltas av SLU Artdatabanken vid Sveriges lantbruksuniversitet (SLU), och som finansieras av Naturvårdsverket. En del av artportalen utgörs av rapportsystemet för fåglar (det som tidigare var rapportsystemet Svalan) som även finansieras av Sveriges ornitologiska förening (SOF) i samarbete med Club 300.
På Artportalen finns rapporterade fynd och statistik kring svampar, växter och djur. Artportalen är till för allmänheten och forskare. Vem som helst får rapportera in sina observationer och enskilda rapportörer bestämmer själva vad som skall inrapporteras. Uppgifterna om fynden är fria att utnyttjas av alla även om särskilt skyddsvärda observationer förbehålls Artdatabanken, den enskilda rapportören och ackrediterade personer inom berörda ideella föreningar. Alla fynd publiceras, och kvalitetsgranskas i efterhand av ansvariga inom respektive ideell förening.
I oktober 2024 passerade Artportalen 107 577 641 inrapporterade fynd, varav 74 904 139 på fåglar, som är den största gruppen, följt av ryggradslösa djur med 8 957 775 rapporter.